# Saint-Maurice-sur-Dargoire
Saint-Maurice-sur-Dargoire foi uma comuna francesa na região administrativa de Auvérnia-Ródano-Alpes, no departamento de Ródano. Estendia-se por uma área de 16,27 km², com 2 100 habitantes, segundo os censos de 1999, com uma densidade de 129 hab/km².
Em 1 de janeiro de 2017, passou a formar parte da nova comuna de Chabanière.